# Lista stacji metra w Budapeszcie
Niniejszy artykuł przedstawia kompletną listę wszystkich stacji budapeszteńskiego metra.

## Linie
| Linia | Kolor     | Trasa                                      | Długość | Stacje | Rok otwarcia |
| ----- | --------- | ------------------------------------------ | ------- | ------ | ------------ |
|       | żółty     | Vörösmarty tér ↔ Mexikói út                | 4,2 km  | 11     | 1896         |
|       | czerwony  | Déli pályaudvar ↔ Örs vezér tere           | 10,3 km | 11     | 1970         |
|       | niebieski | Újpest-Központ ↔ Kőbánya-Kispest           | 16,4 km | 20     | 1976         |
|       | zielony   | Kelenföld vasútállomás ↔ Keleti pályaudvar | 7,4 km  | 10     | 2014         |

## Linia M1(kolejka milenijna) (Peszt)
- Vörösmarty tér (dawniej Gizella tér) (otwarta w 1896)
- Deák Ferenc tér (otwarta w 1896, stanowi przecięcie z linią M2 i z linią M3)
- Bajcsy-Zsilinszky út (dawniej Váczy körut) (otwarta w 1896)
- Opera (otwarta w 1896)
- Oktogon (dawniej November 7. tér) (otwarta w 1896)
- Vörösmarty utca (otwarta w 1896)
- Kodály körönd (dawniej Körönd) (otwarta w 1896)
- Bajza utca (otwarta w 1896)
- Hősök tere (dawniej Aréna út) (otwarta w 1896)
- Állatkert (stacja naziemna; istniała w latach 1896 - 1973)
- Széchenyi fürdő (w latach 1896 - 1973 stacja naziemna; do 1973 końcowa stacja linii M1; od 1973 stacja podziemna)
- Mexikói út (od 1973 końcowa stacja linii M1)

## Linia M2(wschodniPeszt-Buda)
Linia ta została zbudowana w 1970, została przedłużona w 1973. Czas przejazdu pociągów w tej linii wynosi 18 minut.
- Örs vezér tere (otwarta w 1970)
- Pillangó utca (otwarta w 1970)
- Stadionok (dawniej Népstadion) (otwarta w 1970)
- Keleti pályaudvar (otwarta w 1970)
- Blaha Lujza tér (otwarta w 1970)
- Astoria (otwarta w 1970)
- Deák Ferenc tér (otwarta w 1970; stanowi przecięcie z linią M1 i linią M3)
- Kossuth tér (otwarta w 1973)
- Batthyány tér (otwarta w 1973)
- Moszkva tér (zwana też Széll Kálmán tér) (otwarta w 1973)
- Déli pályaudvar (otwarta w 1970)

## Linia M3(południowyPeszt- północnyPeszt)
Pierwszy odcinek tej linii został zbudowany w 1976. Kolejne odcinki budowano w 1980, 1984 i 1990. Linia ta jest zwykle zaznaczona na niebiesko. Czas przejazdu pociągów w tej linii wynosi 31 minut.
- Kőbánya-Kispest (otwarta w 1980)
- Határ út (otwarta w 1980)
- Pöttyös utca (otwarta w 1980)
- Ecseri út (otwarta w 1980)
- Népliget (otwarta w 1980)
- Nagyvárad tér (otwarta w 1976)
- Semmelweis Klinikák (otwarta w 1976)
- Corvin-negyed (otwarta w 1976)
- Kálvin tér (otwarta w 1976)
- Ferenciek tere (dawniej Felszabadulás tér) (otwarta w 1976)
- Deák Ferenc tér (otwarta w 1976; stanowi przecięcie z linią M1 i linią M2)
- Arany János utca (otwarta w 1981)
- Nyugati pályaudvar (dawniej Marx tér)  (otwarta w 1981)
- Lehel tér (dawniej Élmunkás tér) (otwarta w 1981)
- Dózsa György út (otwarta w 1984)
- Göncz Árpád városközpont (otwarta w 1984)
- Forgách utca (otwarta w 1990)
- Gyöngyösi utca (otwarta w 1990)
- Újpest-városkapu (otwarta w 1990)
- Újpest-központ (otwarta w 1990)

## Linia M4(północne i południowe dzielniceÓbudy- centrum Budapesztu)
Otwarcie linii M4 pierwotnie planowano na rok 2005, ale z powodu debat politycznych nad budową tej linii, jak i cywilnych protestów budowania tunelów w centralnej części miasta budowę rozpoczęto dopiero w 2009. W listopadzie 2005 przygotowano kilka placów i dróg pod budowę tej linii. Stacje Madárhegy i Gazdágret planuje się otworzyć w 2012 roku. Budapeszt planuje tę linię przedłużyć do dzielnic Újpalota we wschodniej części miasta i Budaörs w zachodniej części miasta. Być może nastąpi zmiana stacji Dózsa György út.
- Madárhegy (otwarcie w 2020?)
- Gazdagrét (otwarcie w 2020?)
- Kelenföldi pályaudvar (otwarta w 2014)
- Tétényi út (otwarta w 2014)
- Bocskai út (otwarta w 2014)
- Móricz Zsigmond körtér (otwarta w 2014)
- Szent Gellért tér (otwarta w 2014)
- Fővám tér (otwarta w 2014)
- Kálvin tér (otwarta w 2014; stanowi przecięcie z linią M3)
- Rákóczi tér (otwarta w 2014)
- II. János Pál pápa tér (otwarta w 2014)
- Keleti pályaudvar (otwarta w 2014; stanowi przecięcie z linią M2)
- Dózsa György út (otwarcie w 2017?; nie ta sama co na linii M3)
- Hungária körút (otwarcie w 2017?)
- Róna utca (otwarcie w 2017?)
- Bosnyák tér (otwarcie w 2017?)

## Linia M5(planowana)
Linia M5 jest planowana w miejscach, gdzie jeździ HÉV. Ma ona połączyć Szentendre, Csepel i Ráckeve. Jest to skrzyżowanie Budapesztu.
- Szentendre
- Békásmegyer
- Pétőfi tér
- Csillaghegy
- Rómaifürdő
- Aquincum
- Záhony utca
- Kaszásdűlő
- Bogdáni út
- Flórián tér
- Amfiteátrum
- Szépvölgyi út
- Margitsziget
- Szent István Park
- Lehel tér (będzie stanowić przecięcie z linią M3)
- Oktogon (będzie stanowić przecięcie z linią M1)
- Klauzal tér
- Astoria (będzie stanowić przecięcie z linią M2)
- Kálvin tér (będzie stanowić przecięcie z linią M3)
- Boráros tér (przystanek kolejki HÉV)
- Könyves Kálmán krt. (w pobliżu Népliget)
- Beöthy utca
- Kén utca
- Timót utca
- Határ út
- Pesterzsébet - városközpont
- Nagysándor József utca
- Klapka György utca
- Wesselenyéi utca
- Vörösmarty tér (nie ta sama co na linii M1)
- Könyves utca
- Tárcsás utca
- Soroksári vasútállomás
- BILK (centrum logistyczne)
- Csepel, Ráckeve (przystanek kolejki HÉV)

Od Könyves utca będą odchodzić stacje:
- Soroksár felső
- Soroksár - Hősök tere
- Szent István utca
- Milennium telep